# 康布利尼厄勒
康布利尼厄勒（法語：Cambligneul，法語發音：[kɑ̃bliɲœl]）是法国上法蘭西大區加来海峡省的一个市镇，属于阿拉斯区。

## 地理
康布利尼厄勒（50°22'48"N, 2°36'55"E）面积4.69 平方千米，位于法国上法蘭西大區加来海峡省，该省份为法国北部沿海省份，西北濒北海，南至索姆省，东临北部省。
与康布利尼厄勒接壤的市镇（或旧市镇、城区）包括：埃斯特雷科希、阿尼耶尔、维莱沙泰勒、康布兰拉贝、科库尔。

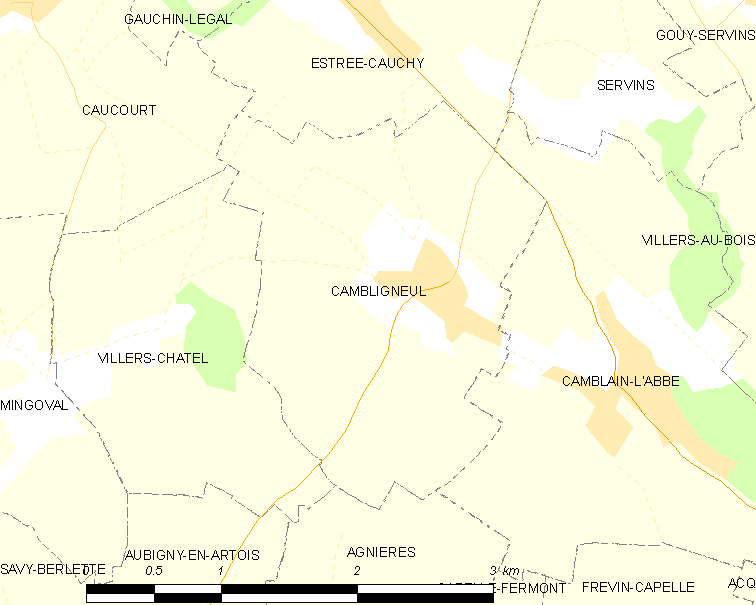
康布利尼厄勒的OSM定位图

康布利尼厄勒的时区为UTC+01:00、UTC+02:00（夏令时）。

## 行政
康布利尼厄勒的邮政编码为62690，INSEE市镇编码为62198。

## 政治
康布利尼厄勒所属的省级选区为阿韦讷勒孔特县。

## 人口

1962-2008年间康布利尼厄勒人口变化图示

康布利尼厄勒于2022年1月1日时的人口数量为347人。